# 首都高速1号羽田線

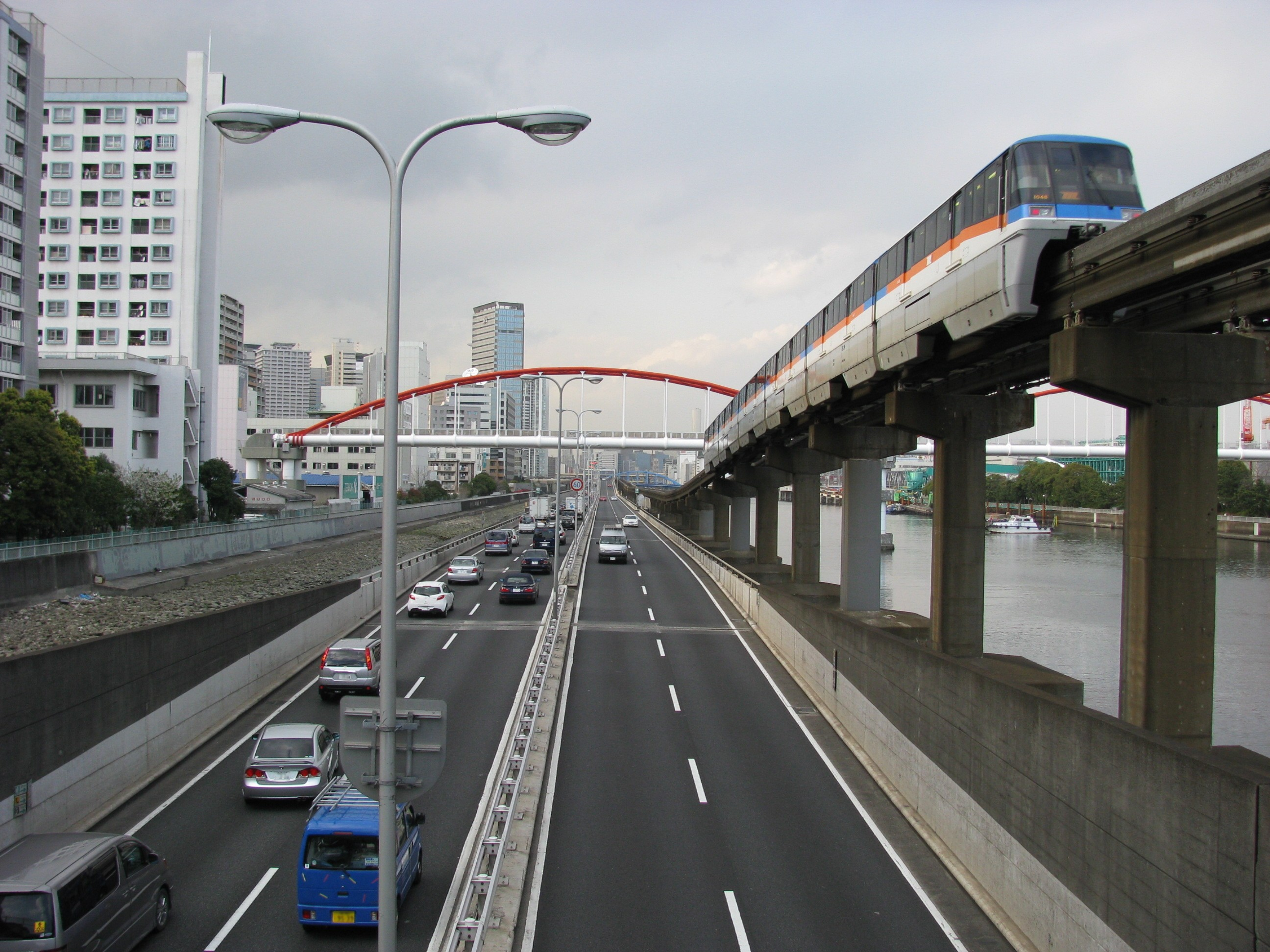
首都高速1号羽田線（2010年4月3日）
東京モノレールが併走する。

首都高速1号羽田線（しゅとこうそく1ごうはねだせん）は、東京都港区の浜崎橋ジャンクション（JCT）で都心環状線から分岐し、大田区羽田の高速大師橋北詰で神奈川1号横羽線に接続する、全長約14 kmの首都高速道路の路線。

## 概要
かつては首都高で唯一、東京の都心部と横浜市中心部とを結ぶルートであり、また羽田空港へのアクセスルートでもあったため渋滞が頻発していた。その後、海側に湾岸線が広幅員でバイパス状に整備されたため、1号羽田線の下り渋滞は比較的少なくなった。しかしそれでも、平日、日中の上りは浜崎橋JCTを先頭に11号台場線との合流による渋滞が天王洲アイルや勝島まで伸びることが多かったが、中央環状線の全通以降改善された。なお、中央環状線は1号羽田線とは接続せず、湾岸線と接続している。

## 路線番号
1

## 出入口など
- 路線名の特記がないものは区道。
- 全線東京都内に所在。

| 出入口 番号                   | 施設名       | 接続路線名                                | 起点 から (km) | 備考                                                          | 所在地 |
| ----------------------------- | ------------ | ----------------------------------------- | -------------- | ------------------------------------------------------------- | ------ |
| -                             | 浜崎橋JCT    | 都心環状線                                | 0.0            |                                                               | 港区   |
| -                             | 芝浦JCT      | 台場線                                    | 0.5            | 銀座・新宿方面接続                                            | 港区   |
| 101                           | 芝浦出入口   | 海岸通り                                  | 1.7            | 銀座・新宿方面出入口                                          | 港区   |
| 102                           | 芝浦出入口   | 海岸通り                                  | 1.7            | 羽田・横浜方面出入口                                          | 港区   |
| -                             | 大井JCT      | 湾岸線                                    | 5.5            | (C1)方面への接続 交通情報ではこの場所を「東品川」と呼んでいる | 品川区 |
| 103                           | 勝島出入口   | 海岸通り                                  | 6.9            | 羽田・横浜方面出入口                                          | 品川区 |
| 104                           | 鈴ヶ森出入口 | 国道15号第一京浜（入口）/海岸通り（出口） | 7.5            | 銀座・新宿方面出入口 入口はETC専用                            | 品川区 |
| 105                           | 平和島出入口 | 海岸通り                                  | 9.1            | 銀座・新宿方面出入口                                          | 大田区 |
| -                             | 平和島PA     | -                                         |                |                                                               | 大田区 |
| -                             | 平和島TB     | -                                         |                | 銀座・新宿方面 2018年（平成30年）5月20日廃止                  | 大田区 |
| 106                           | 平和島出入口 | 海岸通り                                  | 9.1            | 大師・横浜方面出入口                                          | 大田区 |
| -                             | 昭和島JCT    | 湾岸分岐線 浦安・E51東関東道方面          | 9.7            | 羽田・横浜公園方面接続                                        | 大田区 |
| -                             | 羽田トンネル | -                                         |                | 危険物積載車両通行禁止                                        | 大田区 |
| 107                           | 空港西出入口 | 空港方面                                  | 11.3           | 銀座・東関道方面出入口 入口はETC専用                          | 大田区 |
| 109                           | 羽田出入口   | 環八通り                                  | 12.5           | 東京方面出入口                                                | 大田区 |
| 150                           | 羽田出入口   | 環八通り                                  | 12.5           | 横浜方面出入口                                                | 大田区 |
| 横羽線 大師・金港・石川町方面 |              |                                           |                |                                                               |        |

## 歴史
- 1962年（昭和37年）12月20日 : 浜崎橋JCT - 芝浦出入口開通。
- 1963年（昭和38年）12月21日 : 芝浦出入口 - 鈴ヶ森出入口開通。
- 1964年（昭和39年）8月2日 : 鈴ヶ森出入口 - 空港西出入口開通。
- 1966年（昭和41年）12月21日 : 空港西出入口 - 羽田出入口開通、全線開通。
- 1989年（平成元年）12月16日 : 大井JCT新設。
- 1990年（平成2年）4月16日 : 羽田可動橋完成。
- 2017年（平成29年）9月14日 : 東品川桟橋・鮫洲埋立部更新事業に伴う造り替え工事のため、上り線・東品川付近をう回路に切り替え[4]。
- 2018年（平成30年）
  - 5月14日 : 羽田入口（上り線）が長期間閉鎖（料金所設置工事のため）[1]。
  - 5月20日 : 平和島本線料金所廃止[1]。
- 2019年（令和元年）
  - 5月31日 : 羽田入口（上り線）の閉鎖解除[5]。
  - 11月30日 : 平和島本線料金所の解体工事のため平和島PAの閉鎖(11月30日20時 - 12月22日6時)、平和島入口の乗継措置の終了と、平和島入口新料金所への切り替えに伴う平和島入口の閉鎖を実施[6]。
  - 12月1日 : 平和島新入口料金所供用開始[6]。
  - 12月22日 : 平和島PAの再供用開始[6]。
- 2020年（令和2年）6月16日 : 下り線・東品川付近を更新線に切り替え（将来の上り線を暫定的に下り線として使用）[7]。
- 2023年（令和5年）5月27日 : 横羽線の高速大師橋架け替え工事のため、平和島出入口 - 羽田出入口 - 横羽線大師出入口間が通行止め（6月10日まで）[8][9]。

## 交通量
24時間交通量（台）　道路交通センサス
| 区間                        | 平成17（2005）年度 | 平成22（2010）年度 | 平成27（2015）年度 |
| --------------------------- | ------------------ | ------------------ | ------------------ |
| 浜崎橋JCT - 芝浦JCT         | 46,965             | 150,644            | 119,491            |
| 芝浦JCT - 芝浦出入口        | 46,965             | 82,662             | 79,321             |
| 芝浦出入口 - 大井JCT        | 46,965             | 75,493             | 72,665             |
| 大井JCT - 勝島出入口        | 46,965             | 75,493             | 62,154             |
| 勝島出入口 - 鈴ヶ森出入口   | 46,965             | 64,471             | 65,265             |
| 鈴ヶ森出入口 - 平和島出入口 | 46,965             | 55,233             | 55,308             |
| 平和島出入口 - 昭和島JCT    | 46,965             | 59,063             | 57,836             |
| 昭和島JCT - 空港西出入口    | 46,965             | 97,641             | 99,029             |
| 空港西出入口 - 羽田出入口   | 46,965             | 87,812             | 91,556             |

（出典：「平成22年度道路交通センサス」・「平成27年度全国道路・街路交通情勢調査」（国土交通省ホームページ）より一部データを抜粋して作成）
- 令和2年度に実施予定だった交通量調査は、新型コロナウイルスの影響で延期された[10]。

## ギャラリー

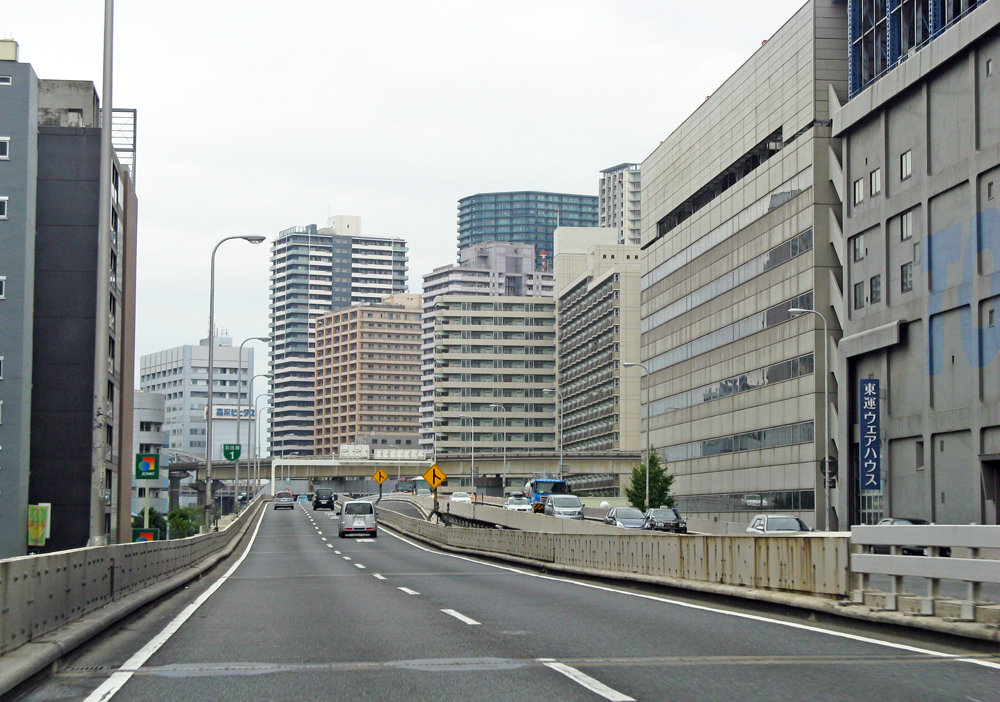
芝浦周辺
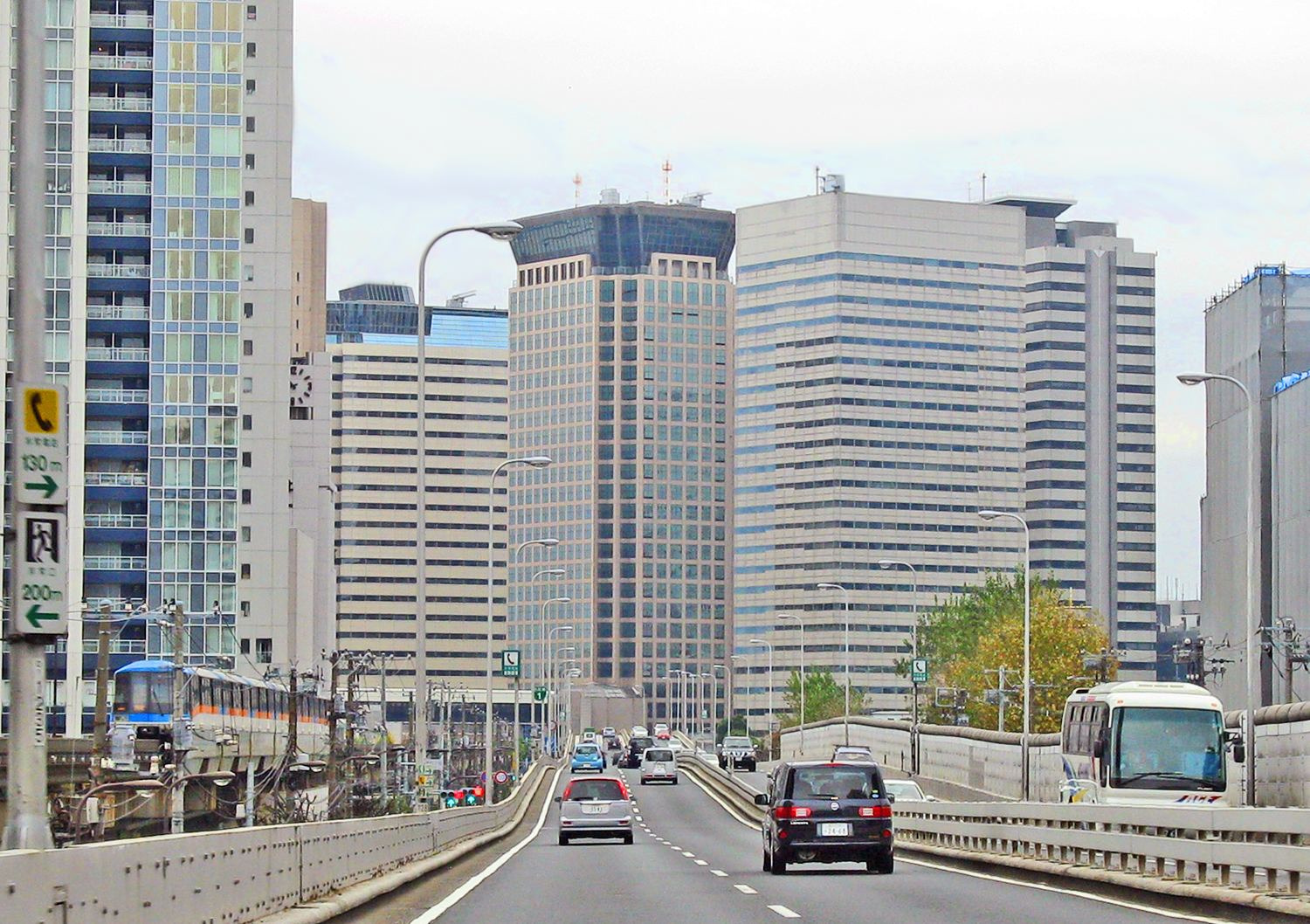
天王洲アイル周辺
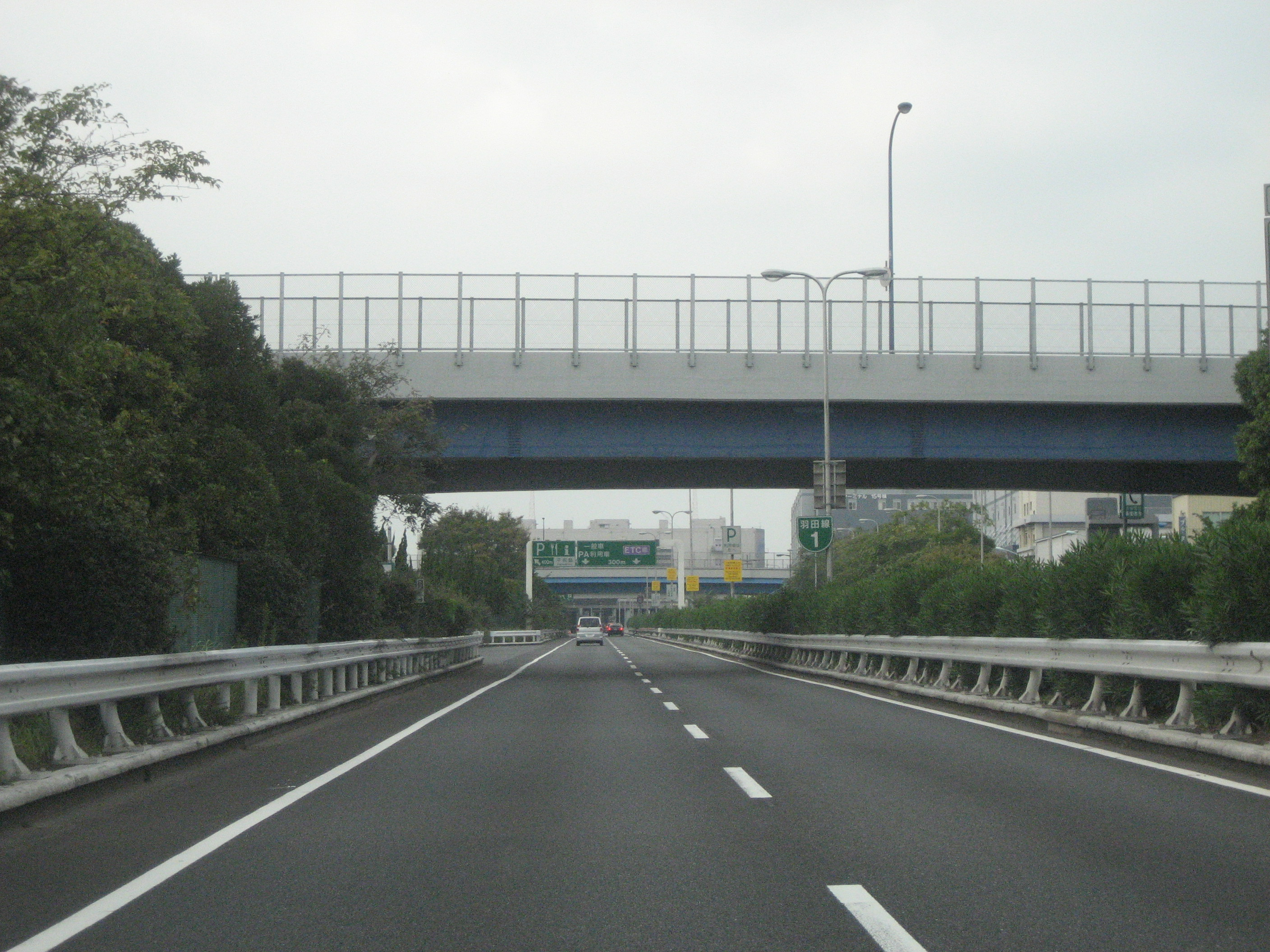
平和島PA付近